# Michael Petrowitsch
Michael Petrowitsch (* 1968 in Spielfeld) ist ein österreichischer Minderheitenrechtler, Künstler und Kurator. Er war Mitbegründer und langjähriger Leiter des Pavelhauses.

## Leben
Petrowitsch wuchs in der Südsteiermark auf, besuchte Schulen in Graz, studierte Deutsche Philologie und Slovenistik an der Universität Graz und schloss sein Studium 1996 mit dem Mag. phil. ab. Er engagierte sich als Minderheitenrechtler und seit 1993 als Geschäftsführer des „Artikel-VII-Kulturvereins“ in Graz für die Slowenen in der Steiermark. Als Leiter und Kurator des Pavelhauses zeichnete er für Programm und Ausstellungen des zweisprachigen Kulturzentrums in Laafeld bei Bad Radkersburg verantwortlich. Er betrieb die Erweiterung und Neugestaltung des Minderheitenmuseums zur Geschichte und Gegenwart der steirischen Slowenen im Westtrakt des Hauses und gab zahlreiche Publikationen des Pavelhauses heraus. Er war Mitkonzipient der Regionale, die 2008 die Landesausstellungen in der Steiermark ersetzten. Von 2003 bis 2009 war er Obmann der IG Kultur Steiermark. Ab September 2009 arbeitete er in der Kulturpolitik für die Landesräte Kurt Flecker und  Bettina Vollath. Er ist Obmann des internationalen Kunst- und Kulturvereins EPeKA-Austria.
In der Geschäftsführung des Universalmuseum Joanneum entwickelte Petrowitsch seit 2011 Veranstaltungen und Projekte zu den Themen Migration und Integration. Im Zuge des Kulturhauptstadtjahres 2012 in Maribor kuratierte er unter anderem das Projekt „Borderline“.
Die Kulturinitiative Kürbis in Wies präsentierte 2013 ein Jahr lang fotografische Arbeiten von Michael Petrowitsch. Im März 2014 zeigte die Steirische Kulturinitiative fotografische Serien von Michael Petrowitsch im Grazer Orpheum. Im Mai 2014 folgte eine Personale im Kulturparkzentrum Grottenhof. Im Rahmen des Festivals "Steirischer Herbst" kuratierte er 2016 die Ausstellung Bratstvo i Jedinstvo – Im Zeichen der Deregulierung im Haus der Architektur Graz. Im November und Dezember 2016 hatte Michael Petrowitsch eine Personale in der Galerie K8 in Maribor. Im Rahmen der Steirischen Kulturinitiative im ehemaligen Palais Dietrichstein kuratierte er zusammen mit Isin Önol die Ausstellung Are you still Alive? – Voices of Conscience at a Time of Silencing im März 2017. Er kuratierte auch die Ausstellung Auf die Dauer setzt der territoriale Imperativ sich durch im September 2017 in der Mariborer Galerie Epeka. Im Sommer 2018 kuratierte er die Schau „TRi/E/S/T/E, einige wenige Anmerkungen zu vielen Identitäten einer Stadt“ im Grazer Haus der Architektur. Im Juli 2019 hatte er eine Personale im Kulturzentrum Minoriten in Graz. Im Dezember 2019 kuratierte er die Ausstellung „shitet toka-Aktuelle Anmerkungen zu Albanien“ im Grazer Haus der Architektur. Im Jänner 2021 präsentierte er den Katalog zum Projekt „GrazRijekaGraz“, eine Auseinandersetzung mit der Kulturhauptstadt Rijeka und dem Kulturjahr Graz im Jahr 2020. Im Kulturjahr Graz 2020 war er Projektpartner des kollektivs transparadiso. Im Dezember 2021 präsentierte er den sechsten Band der Publikationsreihe aus dem Epeka-Verlag: Graz-Novi Sad-Graz. Im Dezember 2022 präsentierte er den Katalog "Ich und die Maschine/Ichmaschine doc/dokumentarisches für die Steiermark" mit Beiträgen von unter anderem von Bazon Brock. Im Dezember 2023 kuratiert er die Ausstellung „Versuch über die Freundschaft“. Im Zuge dessen ist der 8. Katalog im Epeka-Verlag entstanden. 2024 erarbeitete er das Projekt "Arbeitstitel Graz 2024".

## Publikationen (Auswahl)
- Auf die Dauer setzt der territoriale Imperativ sich durch, Ausstellungskatalog, Graz 2018, ISBN 978-3-9504374-1-6
- decrement and jump if not zero, Projekte 2010–2017, Graz 2018, ISBN 978-3-9504374-2-3
- Ohne Titel | 9. Jänner 2013, 15:57–16:02 Uhr, in: Lichtungen 136, 2013, S. 118–128
- 2003, the year continuity broke. Graz nach der Kulturhauptstadt, in: Kulturrisse 2/2004
- Schengenblick: ein Projekt von Michael Petrowitsch, Pavelhaus, Graz 2003, ISBN 3-9501567-2-0
- Machen Sie mir dieses Land wieder... /Naredite mi to dezelo spet... /Make this country… again: Katalog zum Ausstellungsprojekt im Rahmen des Steirischen Herbstes 2001
- Mit Christian Promitzer: „Wes Brot du ißt, des Lied du singst!“ – Slowenen in Graz, in: Christian Stenner: Slowenische Steiermark – Verdrängte Minderheit in Österreichs Südosten, Zur Kunde Südosteuropas Band II/23, Böhlau, Wien-Köln-Weimar 1997, S. 167–234
- Mit Christian Promitzer: Moslems, Serben und Kroaten. Alltag und Kultur der ehemaligen "Jugoslawen" in Graz, in: Christian Stenner (Hrsg.): Fremde Heimat Graz, Verlag Styria, Graz-Wien-Köln 1995, S. 9–20

Herausgeber
- Graz-Novi Sad-Graz, Katalog, Graz 2021, ISBN 978-3-9504374-5-4

- GrazRijekaGraz, Ausstellungskatalog, Graz 2021, ISBN 978-3-9504374-4-7
- shitet toka. Aktuelle Anmerkungen zu Albanien. Ausstellungskatalog, Graz 2020. ISBN 978-3-9504374-3-0
- TRI/E/S/T/E: Einige Anmerkungen zu vielen Identitäten einer Region / Alcune considerazioni sulle varie identià di un territorio, Ausstellungskatalog, Graz 2018, ISBN 978-39504374-3-0
- Bratstvo i Jedinstvo [Brüderlichkeit und Einheit]. Im Zeichen der Deregulierung, EPeKA Austria in Zusammenarbeit mit Haus der Architektur, Graz 2016, ISBN 978-3-9504374-0-9
- Mit Elisabeth Fiedler (Hrsg.): Borderline, Dokumentation des Projekts Borderline im Rahmen von Maribor, Europäische Kulturhauptstadt 2012, 6.–20. Oktober 2012, Institut für Kunst im Öffentlichen Raum Steiermark, Universalmuseum Joanneum, Verlag Bibliothek der Provinz, Weitra 2013, ISBN 978-3-99028-271-7
- Mit Susanne Weitlaner (Hrsg.): Hudi glas iz gradca gre / Eine schlechte Nachricht kommt aus Graz. Graz und die Steiermark in der Volksliedsammlung von Dr. Karel Štrekelj, Wissenschaftliche Schriftenreihe des Pavelhauses 12, Graz 2009, ISBN 978-3-900181-30-7
- Mit Susanne Weitlaner (Hrsg.): Zwanzig Jahre Artikel-VII-Kulturverein für Steiermark, 10 Jahre Pavelhaus = Dvaiset let Kulturnega Društva Člen 7 za Avstrijsko Štajersko, dest lel Pavlove Hiše, Laafeld 2008, ISBN 978-3-900181-32-1

## Auszeichnungen
- Bundes-Ehrenzeichen der Republik Österreich 2003 und 2007